# 國道1號 (印度舊國道)

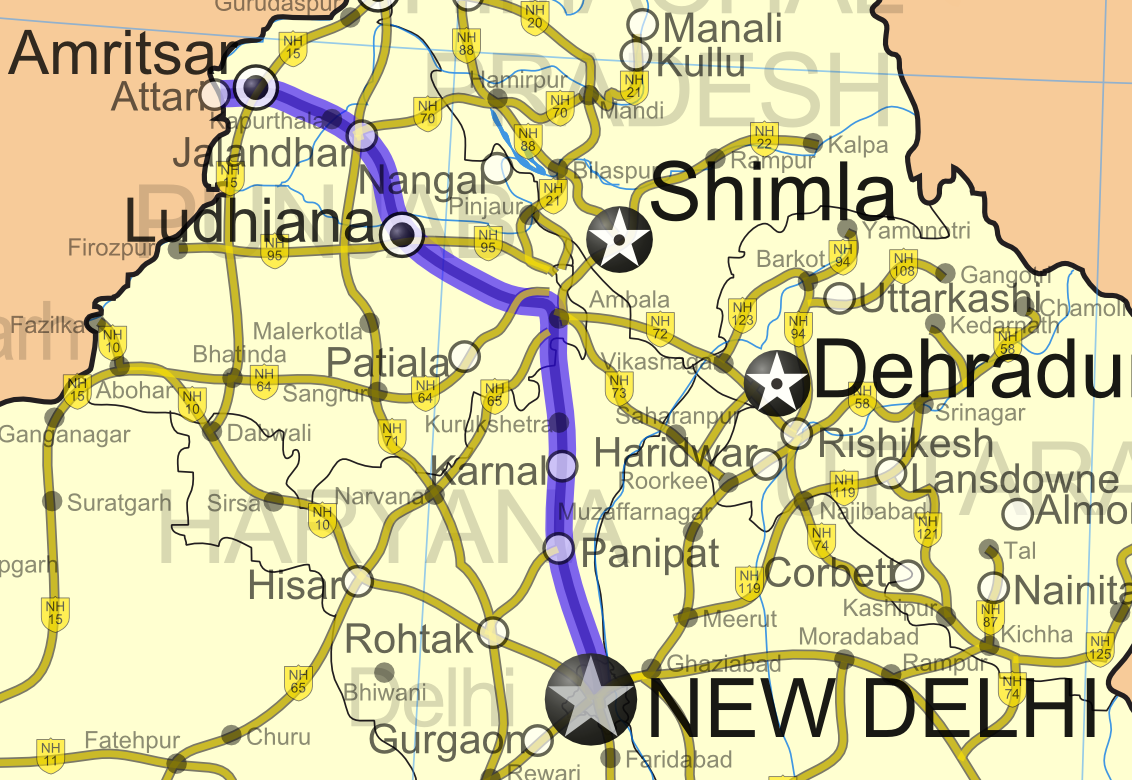
國道1號路線示意圖

國道1號（英語：National Highway 1，簡稱NH1）是連接印度首都新德里克什米爾門和接壤巴基斯坦邊境城鎮阿德里的國道，是昔日連接喀布爾和孟加拉的主幹道的一部份。
全長456公里。經過阿姆利則、賈朗達爾、盧迪亞納（旁遮普邦）、安巴拉、格爾納爾、巴尼伯德（哈里亞納邦）等城市。在德里進入環形路後改稱國道2號。從印巴邊境至賈朗達爾為四線行車，至索尼伯德為六線行車。德里市內為八線行車。
賈朗達爾至德里一段是南北走廊的一部分。
2010年印度公路编号调整后，被分拆到國道3號和國道44號的一部分。